# Xiphidiopsis jinxiuensis
Xiphidiopsis jinxiuensis är en insektsart som beskrevs av Wei Ying Hsia och Xiangwei Liu 1990. Xiphidiopsis jinxiuensis ingår i släktet Xiphidiopsis och familjen vårtbitare. Inga underarter finns listade i Catalogue of Life.